# 貨物航空会社
貨物航空会社（かもつこうくうがいしゃ、英語：Cargo airline）とは、貨物機による貨物輸送を専門とした航空会社。貨物航空会社は、主に“国際貨物航空会社”（国際貨物の輸送専門）と“国内貨物航空会社”（国内輸送専門）の2つに分けられる。

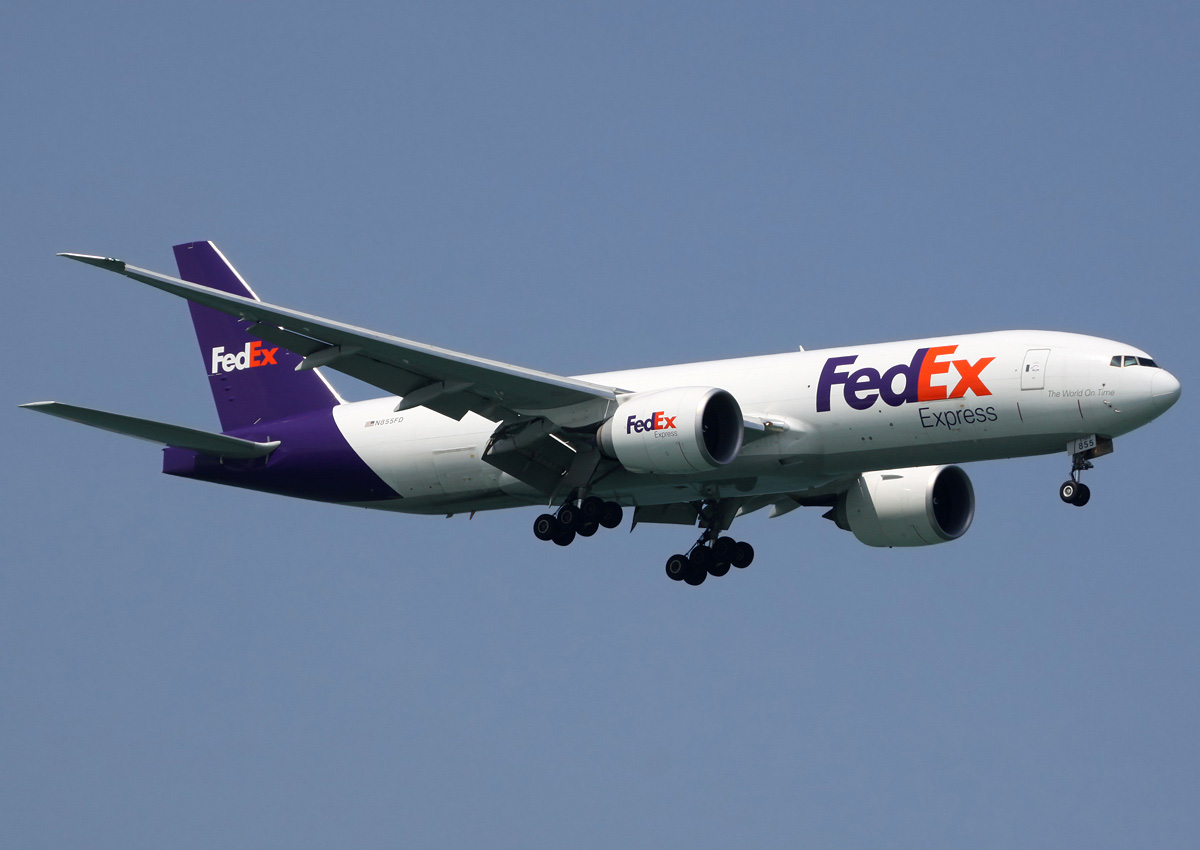
アメリカ合衆国北南のフェデックス・エクスプレスは世界最大級の貨物航空である。

貨物機は原則として旅客の輸送は行えないが（制限付きで可能である貨物船とは異なり法的に不可能）、貨物の管理者（競走馬など動物を輸送する場合）や操縦士であればリザーブとして数名の搭乗が可能である。
一般的に荷主は貨物航空会社と直接取引は行わず、利用運送事業者であるエア・フレイト・フォワーダー（航空会社の代理店扱いとなる）を介して取引を行う。
多くの航空会社は貨物部門を分離しグループ子会社に一元化しているが、小規模な会社は貨物輸送も本社で行うことが多い。
コスト圧縮のため貨物機の多くは、航空会社の新型機導入により売却された型落ちの旅客機から座席を撤去した改装機が多い。
貨物航空会社では自社便だけでなく、小売業者などに専用貨物機として機材・人員を提供するビジネスも行っている。例としてアトラス航空はAmazon.comの自社専用機『Amazon One』の運行を受託している。（アマゾン・エアも参照）
航空輸送は多くの国際的物流網のなかの構成要素であり、品物やエネルギー資源、情報、市場への製造源からの製造物、サービス、人々といったそのほかの資源の流れを管理および支配している。物流には、原料、生産中の製品、完成在庫の地理的再配置を含む。

## 主な貨物航空会社の一覧

### 運航中
- 日本貨物航空（NCA）（日本郵船グループ）
- フェデックス・エクスプレス（FDX）
- UPS航空（UPS）
- アトラス航空（GTI）
  - ポーラーエアカーゴ
  - サザン・エア
- アマゾン・エア
- カリッタ航空
- ウエスタン・グローバル・エアラインズ
- ABXエア
- ヴォルガ・ドニエプル航空
  - エアブリッジ・カーゴ
  - カーゴロジックエア
  - ATRAN（英語版）
- カーゴルックス（CLX）
  - カーゴルックス・イタリア
- LATAM航空グループ
  - LATAMカーゴ・ブラジル（英語版）
  - LATAMカーゴ・チリ（英語版）
  - LATAMカーゴ・コロンビア（英語版）
- カンタス航空
  - カンタス・フレイト（英語版）
- カーゴジェット
- ブリティッシュ・エアウェイズ・ワールド・カーゴ（BAW）
- KLMオランダ航空
- エールフランス航空
- マーティンエアー
- シンガポール航空カーゴ（SQC）
- マレーシア航空カーゴ（MAS）
- エミレーツ・スカイカーゴ（UAE）
- エティハド・クリスタルカーゴ（ETD）
- MNG航空
- エアACT
- ルフトハンザ・カーゴ（GEC）
- DHLアビエーション（DHL）
- アエロロジック
- エア・ホンコン（AHK）
- キャセイパシフィック航空カーゴ（國泰航空）（CPA）
- チャイナエアライン・カーゴ（中華航空）（CAL）
- エバー航空カーゴ（長榮航空）（EVA）
- 中国国際貨運航空（CAO）
- 中国東方航空
  - 中国貨運航空（CKK）
- 中国郵政航空
- 順豊航空
- 金鵬航空
- 大韓航空カーゴ（KAL）
- ASL航空ベルギー
- シルクウェイ航空
- シルクウェイウエスト航空
- ラヤ航空
- トランスエア

など

### 運航停止
- 日本ユニバーサル航空
- ギャラクシーエアラインズ
- オレンジカーゴ
- エバーグリーン航空
- ミネベア航空
- エメリー・ワールドワイド
- ファイン・エア
- 友和道通航空

など